# She Moves (gruppo musicale)
Le She Moves sono state una girl band di musica pop statunitense formata nel 1997 da Carla Duren, Danielle Flora e Diana Bologna e attiva fino al 1999.

## Carriera
Le She Moves sono state formate nel 1997 dal duo di produttori tedeschi Berman Brothers, che avevano prodotto l'album di successo Another Night dei Real McCoy. Nel corso dello stesso anno hanno pubblicato su etichetta discografica Geffen Records il loro singolo di debutto Breaking All the Rules, che ha raggiunto la 32ª posizione nella classifica statunitense, nonché l'11ª in Svezia e la 41ª nei Paesi Bassi. Nel novembre successivo è uscito il loro album omonimo, che ha però ottenuto scarso successo commerciale, riuscendo solo ad entrare in classifica in Svezia al 51º posto. L'anno successivo il secondo singolo It's Your Love ha raggiunto la 67ª posizione negli Stati Uniti, mentre il terzo, Just for Tonight, si è fermato alla 23ª in Svezia.
La Geffen Records ha terminato il contratto con le She Moves nel 1999. Da allora Danielle Flora ha lavorato come coreografa, fra gli altri, per Janet Jackson, e come conduttrice di due show per Billboard, mentre Carla Duren ha recitato a Broadway e Diana Bologna è apparsa in ruoli minori di vari film.

## Discografia

### Album in studio
- 1997 – Breaking All the Rules

### Singoli
- 1997 – Breaking All the Rules
- 1998 – It's Your Love
- 1998 – Just for Tonight